# オーメン2/ダミアン
『オーメン2/ダミアン』（原題：Damien: Omen II）は、1978年製作のアメリカ映画。6月6日6時に生まれた悪魔の子ダミアンを描く『オーメン』3部作の第2作目。撮影期間中に監督が交替した。

## 概要
ホラー映画『オーメン』の続編。前作の事件から7年後を舞台に、士官学校に通うダミアンが自分の出自を知り、悪魔の子として目覚めて行く過程を描く。最初に抜擢された監督はプロデューサーとの衝突やトラブルから撮影途中で降板し、別の監督が引き継いで完成させた。本作は『オーメン』が大ヒットした結果を受けて作られたわけではなく、前作の劇場公開前から製作に入っていた。詳細は#製作の項を参照。
『オーメン2/ダミアン』は米国525館で公開されて賛否両論の批評を受けたが、650万ドルから680万ドルともいわれる製作費で作られた本作は、全世界で2,651万ドルもの興行収入をあげて成功を収めた。この3年後には成人して権力を手に入れたダミアンが登場するシリーズ第3作『オーメン/最後の闘争』が公開された。

## あらすじ
5歳の子供を短剣で刺そうとした外交官ロバート・ソーンが射殺された事件から１週間後。考古学者ブーゲンハーゲンは、新聞記事でダミアン・ソーンがまだ生きていることに驚き、学者仲間のマイケル・モーガンに、ダミアンの新しい保護者に悪魔を殺せるメギドの短剣を届けるよう依頼する。ダミアンが悪魔の子だという話を信じないマイケルを連れて、ブーゲンハーゲンは壁画が発掘された遺跡に向かう。反キリストの誕生から成人までを予想した修道士が描いたという壁画に、新聞の写真と同じダミアンの顔が描かれていたことで、モーガンは話を信じる。その時、突然の落盤事故により2人は遺跡に生き埋めになった。
ロバート夫妻の死から7年後、ダミアンはロバートの弟で実業家のリチャード・ソーンと、その妻アン・ソーンのもとに養子として迎えられ12歳になった。リチャードの実の息子マークと仲が良いダミアンは、共に陸軍士官学校へ通っていた。リチャードの叔母マリオンは、ロバートがダミアンを殺そうとして射殺された事件からダミアンを嫌っており、マークから遠ざけるように煩く説教をしていた。その日の深夜、マリオンは部屋に侵入してきたカラスに睨まれ、心臓発作で謎の急死を遂げる。落盤のあった遺跡からブーゲンハーゲンの遺骨と、反キリスト（ダミアン）の顔が描かれた壁画を発見した女性ジャーナリストのジョーン・ハートは、リチャードに危機を知らせようとするが、カラスの襲撃で失明したところをトラックに轢かれて死亡する。
リチャードの一族の大企業ソーン・インダストリーズのマネージャー、ポール・ブーハーは会社の事業を農業に拡大するよう提案するものの、管理職のビル・アサトンに棚上げされていた。そんなある日、ビルはアイスホッケーの最中に割れた氷の下に沈んで溺死した。ヨハネの黙示録の第 13 章を読むよう上官ネフ軍曹から勧められたダミアンは、悪魔の身体には獣の数字 666があることを知り、自分の頭皮にその痣を見つけて衝撃を受ける。士官学校の生徒たちが見学に訪れていた化学工場では、有毒ガスが漏れて係員2人が死ぬなど怪事件が続く。体調不良を訴える生徒たちの中でダミアンだけが異常がなく、血液検査をした医師は、ダミアンの身体にジャッカルのDNAがあることを知るが、その事実を報告する前にエレベーター事故で悲惨な死を遂げた。
落盤事故のあった遺跡から見つかったブーゲンハーゲンの遺品がソーン博物館に届けられ、チャールズ・ウォーレン博士が箱の中身を確かめると、ダミアンが反キリストだと記した手紙や資料、7本のメギドの短剣が見つかる。ウォーレンはリチャードにこの事実を話しに行くが相手にされなかった。ダミアンは兄のように慕っている従兄弟のマークに、自分と行動を共にするよう誘うが、父とウォーレンの口論を聞いてダミアンの正体を知ったマークはこれを拒絶。ダミアンは思わずマークを殺してしまうが、幼い頃から兄弟のように育てられたマークを死なせたことに慟哭する。
息子の死に動揺したリチャードは恐怖におびえるウォーレンを連れて、貨物車に積まれた問題の壁画を確認しに行く。するとレール上の列車は自然に走り出し、ウォーレンは貨物車と列車の連結器に挟まれて圧死。壁画を確認したこととウォーレンの死を目の当たりにして、ダミアンが悪魔の子であることを否定し続けていたリチャードも遂にその事実を受け入れる。ソーン博物館のオフィスに向かったリチャードは、ウォーレンが隠していたメギドの短剣を見つけるが、妻のアンは短剣で夫を刺殺して自分も悪魔の使途だと告白する。ボイラーの爆発により炎に包まれた博物館と共にアンは焼死し、ソーン家の相続人になったダミアンは、迎えに来た車に無表情で乗り込むのだった。

## キャスト
| 役名                   | 俳優                           | 日本語吹替                      | 日本語吹替                               |
| 役名                   | 俳優                           | TBS版                           | LD版                                     |
| ---------------------- | ------------------------------ | ------------------------------- | ---------------------------------------- |
| リチャード・ソーン     | ウィリアム・ホールデン         | 小林昭二                        | 近藤洋介                                 |
| アン・ソーン           | リー・グラント                 | 平井道子                        | 二階堂有希子                             |
| ダミアン               | ジョナサン・スコット・テイラー | 難波克弘                        | 難波克弘                                 |
| ポール・ブーハー       | ロバート・フォックスワース     | 野島昭生                        |                                          |
| チャールズ・ウォーレン | ニコラス・プライヤー           | 池田勝                          | 堀勝之祐                                 |
| ビル・アサトン         | リュー・エアーズ               | 上田敏也                        | 宮内幸平                                 |
| マリオンおばさん       | シルビア・シドニー             | 赤木葉子                        | 川路夏子                                 |
| ネフ軍曹               | ランス・ヘンリクセン           | 木原正二郎                      | 筈見純                                   |
| ジョーン・ハート       | エリザベス・シェパード         | 幸田直子                        |                                          |
| マーク・ソーン         | ルーカス・ドナット             | 鳥海勝美                        |                                          |
| パサリアン             | アラン・アーバス               | 千葉耕市                        | 城山堅                                   |
| マレー                 | フリッツ・フォード             |                                 | 広瀬正志                                 |
| J・ケイン博士          | メシャック・テイラー           |                                 | 屋良有作                                 |
| テディ                 | ジョン・J・ニューカム          | 松永大                          |                                          |
| 大佐                   | ポール・クック                 | 村松康雄                        |                                          |
| 先生                   | ロバート・E・インガム          |                                 | 嶋俊介                                   |
| 庭師                   | コニー・モーガン               | 千田光男                        |                                          |
| 司祭                   | チャールズ・マウンテン         |                                 | 峰恵研                                   |
| マイケル               | イアン・ヘンドリー             | 石井敏郎                        | 寺島幹夫                                 |
| ブーゲンハーゲン       | レオ・マッカーン               | 千葉耕市                        | 金井大                                   |
| 日本語版制作スタッフ   |                                |                                 |                                          |
| 演出                   | N/A                            | 田島荘三                        |                                          |
| 翻訳                   | N/A                            | 山田実                          | 佐藤一公                                 |
| 調整                   | N/A                            | 近藤勝之                        |                                          |
| 効果                   | N/A                            | スリーサウンド                  |                                          |
| 編集                   | N/A                            | オムニバス・ジャパン            |                                          |
| プロデューサー         | N/A                            | 熊谷国雄                        |                                          |
| 制作                   | N/A                            | コスモプロモーション            | 東北新社                                 |
| 初回放送               | N/A                            | 1981年2月9日 『月曜ロードショー | 1981年発売の LDに収録。 品版・FY536-26MA |

- LD版：Disney+（「スター」ブランド）の配信に使用。

## スタッフ
- 監督 – ドン・テイラー
- 製作 – ハーヴェイ・バーンハード（英語版）、メイス・ニューフェルド
- キャラクター創造 – デヴィッド・セルツァー
- 原案 – ハーヴェイ・バーンハード
- 脚本 – スタンリー・マン（英語版）、マイク・ホッジス（英語版）
- 撮影 – ビル・バトラー
- 美術 – ロバート・デ・ヴェステル（英語版）
- 編集 – ロバート・ブラウン
- 音楽 – ジェリー・ゴールドスミス
- 特殊効果 – アイラ・アンダーソン・ジュニア
- 視覚効果 – スタンリー・コルテス（英語版）
- プロダクション・デザイン – フレッド・ハープマン、フィリップ・Ｍ・ジェフリーズ（英語版）
- スタント・コーディネーター – マックス・クレヴェン

## 製作
『オーメン』の社内試写を観た20世紀フォックスの幹部は、ガラス板で首が切断されるシーンに衝撃を受け、すぐさま3部作のシリーズ化を計画。『オーメン』の劇場公開前から続編の製作に着手した。プロデューサーのハーヴェイ・バーンハードは、成長したダミアンを高校生ぐらいの年齢に設定した方が、高校を舞台にしてドラマに幅が出るから面白くなると提案したが、フォックス上層部には受け入れられなかったという。結局、前作から7年後の設定で10代の少年からダミアン役を探すことになった。『オーメン』の脚本家デビッド・セルツァーは続編を書く気がなかったので、フォックスからの依頼を断っている。「The Inheritance」という仮題で進められた第2作に雇われた『ドクター・モローの島』の脚本コンビ、アル・ラムラスとジョン・ハーマン・シェイナーが降板したことから、バーンハードが書いた原案をもとにスタンリー・マンが脚本を執筆することになった。1977年7月に、ダミアン役に当時15歳だったジョナサン・スコット・テイラーが決まったことが報じられた。
アカデミー主演男優賞の受賞歴を持つウィリアム・ホールデンは、『オーメン』でロバート・ソーン役の候補に挙がったが、悪魔を題材にした作品には出演したくないという理由で断っていた。しかし映画が大ヒットしたことで、ロバートの弟リチャード・ソーン役を引き受けた。ホールデンは2012年のインタビューで、『オーメン２』のような超常現象ホラーが今も人気が高いのは何故だと思うか？ という質問に対し「人々は怖がったり興奮したりすることが好きだし、そこに宗教的な要素も加わる。そういった娯楽の問題だよ」と答えた。この時のインタビューの中で、出演を決めた動機にも触れ「それまで私はホラー映画に出たことがなかったが、大ヒットした『オーメン』第2作の脚本が面白そうだったので請けることにした。沢山の製作費と努力が注がれ、急ごしらえの続編じゃないことが気に入ったんだ」とも話している。75年にアカデミー助演女優賞を受賞した名優リー・グラントは、もともと前作の大ファンだったことから、アン・ソーン役を喜んで引き受けたという。
死の前兆として度々現れるカラスは、『かもめのジョナサン』や、アルフレッド・ヒッチコックの『鳥』に参加していたアニマル・トレーナーのレイ・バーウィックが担当している。本編にはバーウィックが調教した６羽のワタリガラスが使われた。
ロサンゼルスの大手日刊紙ロサンゼルス・ヘラルド・エグザミナーは、マイケル・クライトン原作のSFスリラー映画『電子頭脳人間』の脚本、監督を務めたイギリスの演出家兼脚本家のマイク・ホッジスが『オーメン』第2作の監督に就任したと報じた。バーンハードは、前作を撮ったリチャード・ドナーが『スーパーマン』の監督業で多忙だったことからホッジスを抜擢したが、妥協を許さず撮影スケジュールを遅延させるホッジスに腹を立て、製作開始からわずか3週間でアメリカ人の映画監督のドン・テイラーに交代させた。
ホッジスは2014年のインタビューで、第1作の製作時に監督のオファーを受けたが丁寧に断ったことを明かした。「ディック（＝リチャード・ドナー）が素晴らしい仕事をした前作に魅力を感じ、『オーメン２』の撮影を開始しましたが、プロデューサーたちは私の仕事のやり方が遅すぎて非効率的だと感じたようです。定期的に予算とリソースについて話し合いましたが、もう少し時間が欲しかったです」と語り、「撮影中に極端なキリスト信者たちの抗議活動があり、撮影全体が私にストレスを与えました。世間で言われているような降ろされた話ではなく、自分から降板したのです」と監督交代劇に言及した。さらに2017年のインタビューでは、続編では悪魔の子がアメリカの大企業を支配するという政治的要素に魅了されて本作の仕事を引き受けたが、それが自分の苦手なジャンルのホラー映画であり、フランチャイズの一部であることを忘れていたのが失敗の要因だと語った。降板する際に監督をドン・テイラーが引き継いでくれたことには、とても安心したとも話している。この時のインタビューで、自分が撮影した幾つかのシーンが完成作に残っていると語っており、ホッジスの名は脚本の部分にクレジットされている。バーンハードの談話によると、ジョナサン・スコット・テイラー演じるダミアンが現れる冒頭のファーストカットを始め、陸軍士官学校の場面、リチャードが夕食時にダミアンのことで叔母と激しく口論する場面、女性記者役のエリザベス・シェパードが出てくる総てのシーンなどはホッジスが撮った部分という。プロデューサーたち上層部の人々は、『オーメン２』の現場を去るホッジスに対して「我々の神が、君がこの映画を作ることを阻止したのだ」と罵り、ホッジスは「私は実際に喜んでこのプロジェクトから立ち去り、給料も放棄しました。これが『オーメン２』の私の真実です」とインタビュアーに笑った
劇中に出てくるデイビッドソン陸軍士官学校は、ウィスコンシン州のノースウェスタン陸軍士官学校がロケ地に使われ、1978年1月に同校の士官候補生150人と地元のエキストラ70人を雇って撮影された。製作費は当初510万ドルと見積もられ、前作のほぼ2倍近い額だったが、最終的には650万ドル前後に増加したとも言われている。

## 評価
世界的に大ヒットした『オーメン』の続編という位置づけから賛否両論を呼び、レビュー収集サイトのRotten Tomatoesでは28件の評論家レビューに基づいて50%の評価を受け、平均評価は5.1/10だった。同サイトの総意は「『オーメン2 ダミアン』は、陰鬱な面白さを生み出すために、残忍な恐怖と死者を繰り出すが、この繰り返しの多い続編には前作のような洗練さが欠けている」というものだった。
『ニューヨーク・タイムズ』の映画評論家ヴィンセント・キャンビーは78年6月9日の映画評で、「抵抗がなくなったせいもあるだろうが、『オーメン2 ダミアン』は1作目と同じくらい馬鹿げていながら、むしろ観ていて楽しいし、時には非常にスタイリッシュに見える」と肯定的な評を寄せた。『ロサンゼルス・タイムズ』のチャールズ・チャンプリンは、「忠実に前作を模倣しているにも関わらず、『オーメン２ ダミアン』は違った展開になっている。悲鳴をあげさせるのではなく笑わせるのだ。今回はつながりが弱く、サスペンスの蓄積が殆どない」と書いた。『バラエティ』誌は「ダミアンは明らかに歓迎されなくなっているが、前もって観客の興味をそそったことと、幾つかのゾッとする恐ろしい死のシーンが、夏の売り上げを支えてくれるだろう」と書いている。『シカゴ・トリビューン』の映画評論家ジーン・シスケルは、「悪魔と結託したティーンエイジャーに、特に驚きや恐怖はない。また、子供が巻き起こす騒動も恐ろしいものではない」として、前作よりも劣っていると評した。
なお、本作でダミアンを演じたジョナサン・スコット・テイラーは、その後ほとんど映画に出演することはなく、シェイクスピアの舞台役者として苦労した後に俳優業を辞めて、オーストラリアでトラック運送業を始めた。毎年クリスマスになると、彼の両親と連絡を取っていたバーンハードは「テイラーは名前を変えてしまったようだ」と語っている。